# Alysia mandibulator
Alysia mandibulator är en stekelart som först beskrevs av Christian Gottfried Daniel Nees von Esenbeck 1812.  Alysia mandibulator ingår i släktet Alysia och familjen bracksteklar. Enligt den finländska rödlistan är arten nationellt utdöd i Finland. Arten är reproducerande i Sverige. Inga underarter finns listade i Catalogue of Life.